# Prosopocoilus denticulatus
Prosopocoilus denticulatus es una especie de coleóptero de la familia Lucanidae.

## Distribución geográfica
Habita en Vietnam y Tailandia.